# Pennington Gap
Pennington Gap is een plaats (town) in de Amerikaanse staat Virginia, en valt bestuurlijk gezien onder Lee County.

## Demografie
Bij de volkstelling in 2000 werd het aantal inwoners vastgesteld op 1781.
In 2006 is het aantal inwoners door het United States Census Bureau geschat op 1756, een daling van 25 (-1,4%).

## Geografie
Volgens het United States Census Bureau beslaat de plaats een oppervlakte van
3,9 km², geheel bestaande uit land. Pennington Gap ligt op ongeveer 512 m boven zeeniveau.

## Plaatsen in de nabije omgeving
De onderstaande figuur toont nabijgelegen plaatsen in een straal van 20 km rond Pennington Gap.